# Megion
Megion (rus.: Мегион) je grad u Nižnjevartovskom okrugu u Hantijsko-mansijskom autonomnom okrugu, Tjumenjska oblast,  Rusija, blizu desne obale rijeke Ob, na strmom zavoju potoka Mege, koji tu utječe u Ob. Megion se nalazi se na 61°01' sjever i 76°12' istok.
Broj stanovnika: 51.600
Spominje ga se 1810. godine. Prvi nalazi nafte u zapadnom Sibiru nađeni su ovdje 1981. godine. 
Status grada stekao je 23. srpnja 1980. godine.
Sada je ovaj grad središte proizvodnje nafte i prirodnog plina.
Od najbliže željezničke postaje udaljen je 15 km, a od najbliže zračne luke, u Nižnjevartovsku, 30 km.
Vremenska zona: Moskovsko vrijeme+2

## Vanjske poveznice
- Gradska uprava
- Radio  Arhivirana inačica izvorne stranice od 2. travnja 2006. (Wayback Machine)